# Deilephila sinkiangensis
Deilephila sinkiangensis är en fjärilsart som beskrevs av Chu och Wang 1980. Deilephila sinkiangensis ingår i släktet Deilephila och familjen svärmare. Inga underarter finns listade i Catalogue of Life.